# Central (distrito líbio)
Central (em árabe: الواحة; romaniz.: Al Wahah) foi um distrito da Líbia. Segundo uma das duas listas de subdivisões da Líbia para o ano de 1995, foi criado naquele ano e sua população era de 62 056 habitantes. O relatório que cita-o, porém, não faz menção a sua capital e sua localização em Fezã, dada a escassez de de informações, é somente aproximada.